# علی پاشا الشمسی
علی پاشا الشمسی (عربی: علی باشا الشمسی); (زاده: ۱۸۸۵ - درگذشته: ۱۹۶۲) یک وزیر سابق مصر است که در اساس ترک می‌باشد.

## زندگی
او در سال ۱۸۸۵ در مصر متولد شد و اجداد وی به ترک‌های ترکیه بر می‌گردد.
بسیاری از اجداد وی در دوران سلسله محمد علی مسئولیت‌های مهمی در امپراتوری عثمانی و مصر داشتند. یکی از آنها دستیار شخصی محمد علی الکبیر بود. وی همچنین از نسل چهارم خانواده‌ای بود که در آن افسران زیادی وجود داشت.
پدرش آمین پاشا الشمسی، یکی از صنعتگران پیشرو در مصر قرن گذشته‌است که از انقلاب عربی حمایت می‌کرد و تا زمان مرگش در سال ۱۹۱۳ عضو پارلمان مصر بود.

## سیاست
او در سال ۱۹۱۴ به‌جای پدرش وارد پارلمان مصر شد و معتقد بود که مردم مصر ترکیبی از قبطی‌ها، دهقانان مصری، بادیه نشین‌ها، ترک‌ها، بالکانی‌ها، عراقی‌ها، کردها و نوابی‌ها هستند.

## تبعید
انگلیس در دوران جنگ جهانی اول او را بخاطر ترس از گرایش‌هایی که به ترکیه داشت به اروپا تبعید کرد اما وی بعد از اینکه از تبعید بازگشت وزارت مالی و سپس وزارت آموزش و پرورش را در حکومت سعد زاغول برعهده گرفت.

## مناصب
در کنار مسئولیت وزارت، اولین نماینده مصر در لیگ ملل بود. او همچنین نخستین رئیس غیر انگلیسی بانک ملی مصر بود. او همچنین در تعدادی از هیئت مدیره شرکت‌های بین‌المللی مانند شرکت بین‌المللی کانال سوئز در فرانسه تا زمان ملی شدن کار کرده‌است.

## زندگی شخصی
او در سال ۱۹۲۸ با یک سوئیسی ازدواج کرد.

## درگذشت
در فوریه سال ۱۹۶۲ درگذشت.